# 薇玛拉·埃里奥
薇玛拉·埃里奥（法語：Vimala Hériau，1999年2月10日—），法國女子羽毛球運動員。

## 簡歷
2015年3月，薇玛拉·埃里奥代表法国参加波蘭盧賓举办的歐洲青年羽毛球錦標賽，助法国队赢得混团季军。同年5月，她分别与玛戈特·兰伯特以及汤姆·吉凯尔出戰里加羽毛球國際賽，在女双决赛以1比2（22-20、17-21、12-21）不敌赛会头号种子、爱沙尼亚强档的克里斯汀·库巴/赫莉娜·吕特尔，赢得亚军；而混双準决赛以0比2（14-21、16-21）不敌丹麦强档的麥斯·埃米爾·克里斯坦森/塞西莉·森托。
2016年10月，薇玛拉·埃里奥与德尔菲娜·德尔吕出戰瑞士羽毛球國際賽，在女双準决赛以0比2（17-21、15-21）不敌赛会头号种子、马来西亚强档的阿米莉亚·艾丽西娅·安瑟利/張湄鑫。
2017年3月，薇玛拉·埃里奥与德尔菲娜·德尔吕出戰葡萄牙羽毛球國際賽，在女双準决赛以1比2（21-23、21-12、19-21）不敌丹麦强档的埃米莉·尤尔·摩勒/麦尔·苏罗。同年4月，她代表法国参加本国举办的歐洲青年羽毛球錦標賽，助法国队赢得混团冠军。
2018年5月，薇玛拉·埃里奥与玛戈特·兰伯特出戰拉脫維亞羽毛球國際賽，在女双準决赛以0比2（16-21、16-21）不敌赛会头号种子、爱沙尼亚强档的克里斯汀·库巴/赫莉娜·吕特尔。同年10月，她与玛戈特·兰伯特出戰希臘羽毛球公開賽，在女双决赛以0比2（19-21、12-21）不敌印度强档的鲁塔帕纳·潘达/阿拉希·萨拉·苏尼尔，赢得亚军。同年11月，她与玛戈特·兰伯特出戰愛爾蘭羽毛球公開賽，在女双準决赛以1比2（21-13、16-21、16-21）不敌跨国组合的（英格兰：艾米莉·韦斯特伍德/马来西亚：翁丽莲），赢得亚军。
2019年1月，薇玛拉·埃里奥与玛戈特·兰伯特出戰瑞典羽毛球公開賽，在女双準决赛以1比2（16-21、21-18、10-21）不敌赛会3号种子、丹麦强档的阿美莱·马厄隆/弗利亚·拉文。

## 主要比賽成績
只列出曾進入準決賽的國際賽事成績：
| 年份   | 賽事                       | 公開賽級別 | 項目     | 拍檔            | 成績   |
| ------ | -------------------------- | ---------- | -------- | --------------- | ------ |
| 2015年 | 歐洲青年羽毛球錦標賽       | 其他       | 混合團體 | －              | 季軍   |
| 2015年 | 里加羽毛球國際賽           | 未來系列賽 | 女子雙打 | 玛戈特·兰伯特   | 亞軍   |
| 2015年 | 里加羽毛球國際賽           | 未來系列賽 | 混合雙打 | 汤姆·吉凯尔     | 準決賽 |
| 2016年 | 瑞士羽毛球國際賽           | 國際系列賽 | 女子雙打 | 德尔菲娜·德尔吕 | 準決賽 |
| 2017年 | 葡萄牙羽毛球國際賽         | 國際系列賽 | 女子雙打 | 德尔菲娜·德尔吕 | 準決賽 |
| 2017年 | 歐洲青年羽毛球錦標賽       | 其他       | 混合團體 | －              | 冠軍   |
| 2018年 | 拉脫維亞羽毛球國際賽       | 未來系列賽 | 女子雙打 | 玛戈特·兰伯特   | 準決賽 |
| 2018年 | 希臘羽毛球公開賽           | 國際系列賽 | 女子雙打 | 玛戈特·兰伯特   | 亞軍   |
| 2018年 | 愛爾蘭羽毛球公開賽         | 國際系列賽 | 女子雙打 | 玛戈特·兰伯特   | 準決賽 |
| 2019年 | 瑞典羽毛球公開賽           | 國際系列賽 | 女子雙打 | 玛戈特·兰伯特   | 準決賽 |
| 2019年 | 葡萄牙羽毛球國際賽         | 國際系列賽 | 女子雙打 | 玛戈特·兰伯特   | 準決賽 |
| 2019年 | 荷蘭羽毛球國際賽           | 國際系列賽 | 混合雙打 | 威廉·维利格     | 亞軍   |
| 2019年 | 希臘羽毛球公開賽           | 國際系列賽 | 女子雙打 | 玛戈特·兰伯特   | 冠軍   |
| 2019年 | 希臘羽毛球公開賽           | 國際系列賽 | 混合雙打 | 法比安·德爾呂   | 冠軍   |
| 2019年 | 哈爾科夫羽毛球國際賽       | 國際挑戰賽 | 混合雙打 | 法比安·德爾呂   | 亞軍   |
| 2020年 | 愛沙尼亞羽毛球國際賽       | 國際系列賽 | 女子雙打 | 玛戈特·兰伯特   | 亞軍   |
| 2020年 | 瑞典羽毛球公開賽           | 國際系列賽 | 女子雙打 | 玛戈特·兰伯特   | 亞軍   |
| 2020年 | 歐洲羽毛球男女子團體錦標賽 | 其他       | 女子團體 | －              | 季軍   |
| 2021年 | 歐洲羽毛球混合團體錦標賽   | 其他       | 混合團體 | －              | 亞軍   |
| 2022年 | 葡萄牙羽毛球國際賽         | 國際系列賽 | 女子雙打 | 雪倫·鮑爾       | 亞軍   |
| 2022年 | 奧爾良羽毛球大師賽         | 超級100賽  | 混合雙打 | 法比安·德爾呂   | 準決賽 |

| 2007-2017年 | 首要超級賽 | 超級賽 | 黃金大獎賽 | 大獎賽 | 國際挑戰賽 | 國際系列賽 | 未來系列賽 | 其他 |

| 2018-2026年 | 總決賽 | 超級1000賽 | 超級750賽 | 超級500賽 | 超級300賽 | 超級100賽 | 國際挑戰賽 | 國際系列賽 | 未來系列賽 | 其他 |

### 奧運會和世錦賽參賽紀錄
|          | 搭檔          | 2022 |
| -------- | ------------- | ---- |
| 混合雙打 | 法比安·德尔吕 | 64強 |